# 구라모토 다카시
구라모토 다카시(일본어: 倉本 崇史, 1984년 8월 8일 ~ )는 일본의 전 축구 선수이다.

## 구단 경력
과거 오이타 트리니타, 미토 홀리호크에서 활동하였다.